# Liste der Pfarren im Dekanat St. Pölten
Das Dekanat St. Pölten ist ein Dekanat der römisch-katholischen Diözese St. Pölten. Es umfasst in der Stadt St. Pölten elf Pfarren.

## Pfarren mit Kirchengebäuden und Kapellen
| Pfarre                               | Pfarrverband   | Ink. | Seit   | Patrozinium                                                           | Kirchengebäude und Kapellen                                                   | Bild |
| ------------------------------------ | -------------- | ---- | ------ | --------------------------------------------------------------------- | ----------------------------------------------------------------------------- | ---- |
| St. Pölten-St. Georgen am Steinfelde |                |      | 1783   | Hl. Georg                                                             | Pfarrkirche St. Georgen am Steinfelde                                         |      |
| St. Pölten-Dompfarre                 |                |      | 8. Jh. | Mariä Himmelfahrt                                                     | Dom zu St. Pölten Herz-Jesu-Kirche                                            |      |
| St. Pölten-Franziskanerpfarre        |                |      | 1785   | Allerheiligste Dreifaltigkeit                                         | Franziskanerkirche St. Pölten Prandtauerkirche                                |      |
| St. Pölten-Maria Lourdes             |                |      | 1961   | Unbefleckte Empfängnis der allerheiligsten Jungfrau Maria von Lourdes | Pfarrkirche St. Pölten-Maria Lourdes                                          |      |
| St. Pölten-Spratzern                 | St. Pölten-Süd |      | 1934   | Hl. Theresia vom Kinde Jesu                                           | Pfarrkirche St. Pölten-Spratzern                                              |      |
| St. Pölten-St. Johannes-Kapistran    | St. Pölten-Süd |      | 1971   | Hl. Johannes Capistran                                                | Pfarrkirche St. Pölten-St. Johannes-Kapistran                                 |      |
| St. Pölten-Pottenbrunn               |                |      | 1730   | Hl. Ulrich                                                            | Pfarrkirche Pottenbrunn Filialkirche Ratzersdorf                              |      |
| St. Pölten-St. Josef                 |                |      | 1930   | Hl. Josef                                                             | Pfarrkirche St. Pölten-St. Josef                                              |      |
| St. Pölten-Stattersdorf-Harland      |                |      | 1953   | Himmelfahrt Mariens, Auferstehung Christi                             | Pfarrkirche Stattersdorf (Millenniumskirche) Filialkirche Harland (1966–2018) |      |
| St. Pölten-Viehofen                  |                |      | 1956   | Unbefleckte Empfängnis Mariens                                        | Pfarrkirche Viehofen                                                          |      |
| St. Pölten-Wagram                    |                |      | 1938   | Hl. Erzengel Michael                                                  | Pfarrkirche St. Pölten-Wagram                                                 |      |